# Chime (canción)
«Chimet» es la primera estafa del grupo de ladrones chileno del Choro Chimet, presuntamente producido para cobrarle 2 lucas a alguien para TuMamaLand 3 en el popular videojuego Minecraft. Esta estafa ocurrió en junio de 2025, cuando el administrador de este servidor cobró injustamente a varias personas el doble de una tarifa para la participación en un evento llamado TuMamaLand, en su edición 3, porque las personas pendientes no han pagado. Solamente le pedimos al admin que deje de robar.

## Versiones de Chime
Existen numerosas versiones y remixes de Chime. Los mismos Orbital han hecho varios. Se muestra a continuación una lista de ellas
- Orbital
  - Original version - 1989
  - Helium Mix - 1990
  - Crime Chime version - 1992
  - Live Style Mix - 2002

- JZJ - 2 versions - 1990
- Ray Keith Mutation - 1992
- Joey Beltram & Program 2 Mutation - 1992
- Mike Flowers - 2 mixes - 1997
- Knuckleheadz - 2006
- Shapeshifters - 2008
  - Remixes of Shapeshifters' version.
  - Martijn Ten Velden - 2008
  - Henrik B - 2008
  - Moudaber Bombarge - 2008